# Believe Me (film 1909)
Believe Me è un cortometraggio muto del 1909. Il nome del regista non viene riportato nei credit del film di cui non si conoscono per il momento altri dati certi.

## Produzione
Il film fu prodotto dalla Lubin Manufacturing Company.

## Distribuzione
Distribuito dalla Lubin Manufacturing Company, il film uscì nelle sale cinematografiche statunitensi nel febbraio 1909.